# إعادة بناء الفكر الديني في الإسلام
إعادة بناء الفكر الديني في الإسلام (أردو: تجدیدِ فکریاتِ اسلام وتشکیلِ جدید الٰہیاتِ اسلامیہ) هي مجموعة مدونة من المحاضرات ألقاها محمد إقبال في الفلسفة الإسلامية نشرت في عام 1930. هذه المحاضرات ألقيت في مدن مدراس وحيدر أباد وعليكرة. الفصل الأخير منها «هل الدين ممكن» أضيف عام 1934.
دعا إقبال في خطبه إلى إعادة النظر في الأسس الفكرية للفلسفة الإسلامية. تأثر بخطبه عالم الاجتماع الإيراني علي شريعتي والمحاضر طارق رمضان.

## الفصول
- المعرفة والخبرة الدينية
- الاختبار الفلسفي لتجليات التجربة الدينية
- الله تعالى ومعنى الصلاة
- أنا الإنسان وحريته وخلوده
- روح الثقافة الإسلامية
- مبدأ الحركة في بنية الإسلام
- هل الدين ممكن؟